# Saison 1992-1993 de l'Élan sportif chalonnais
Saison 1992-1993 de l'Élan chalon en Nationale 2, avec une sixième place.

## Effectifs
| Nationalité | Joueur           | Taille |
| ----------- | ---------------- | ------ |
|             | Germain Castano  | 1,84 m |
|             | Philippe Hervé   | 1,92 m |
|             | Olivier Galla    | 1,83 m |
|             | Pascal Bourgeois | 1,90 m |
|             | Fabrice Edom     | 1,88 m |
|             | Yann Fatien      | 1,97 m |
|             | Magaye Gaye      | 1,90 m |
|             | Sébastien Munoz  | 1,98 m |
|             | Fabien Bouchard  | 2,04 m |
|             | Damien Lebrun    | 2,00 m |
|             | Philippe Cordola | 2,11 m |
|             | Mark Mc Swain    | 2,02 m |

- Entraineur :  Bernard Fatien

puis  Witek Zawadzki

## Matchs

### Matchs amicaux
Avant saison
- Chalon-sur-Saône / Poissy Chatou (NA2) : 124-117

### Championnat

#### Matchs aller
- Chalon-sur-Saône / Vichy : 86-94
- Ajaccio / Chalon-sur-Saône : 111-91
- Vienne / Chalon-sur-Saône : 77-75
- Chalon-sur-Saône / Vrigne-aux-Bois : 98-107
- Athis-Mons / Chalon-sur-Saône : 75-77
- Chalon-sur-Saône / Maurienne : 69-82
- Epinal / Chalon-sur-Saône : 103-93
- Chalon-sur-Saône / Tarare : 91-75
- Troyes / Chalon-sur-Saône : 85-89
- Chalon-sur-Saône / Ronchin : 84-76
- Golfe-Juan / Chalon-sur-Saône : 109-88
- Chalon-sur-Saône / Besançon : 73-92
- Cambrésis / Chalon-sur-Saône : 96-76

#### Matchs retour
- Vichy / Chalon-sur-Saône : 75-87
- Chalon-sur-Saône / Ajaccio : 87-74
- Chalon-sur-Saône / Vienne : 86-74
- Vrigne-aux-Bois / Chalon-sur-Saône : 102-99
- Chalon-sur-Saône / Athis-Mons : 93-77
- Maurienne / Chalon-sur-Saône : 102-106
- Chalon-sur-Saône / Epinal : 85-86
- Tarare / Chalon-sur-Saône : 72-85
- Chalon-sur-Saône / Troyes : 111-84
- Ronchin / Chalon-sur-Saône : 96-108
- Chalon-sur-Saône / Golfe-Juan : 94-83
- Besançon / Chalon-sur-Saône : 96-92
- Chalon-sur-Saône / Cambresis : 75-81

Extrait du classement de Nationale 2 (Groupe A) 1992-1993